# Перелік розподілів імовірності
Багато розподілів імовірності, які важливі в теорії або застосуванні, отримали окремі назви.

## Дискретні розподіли

Біноміальний розподіл

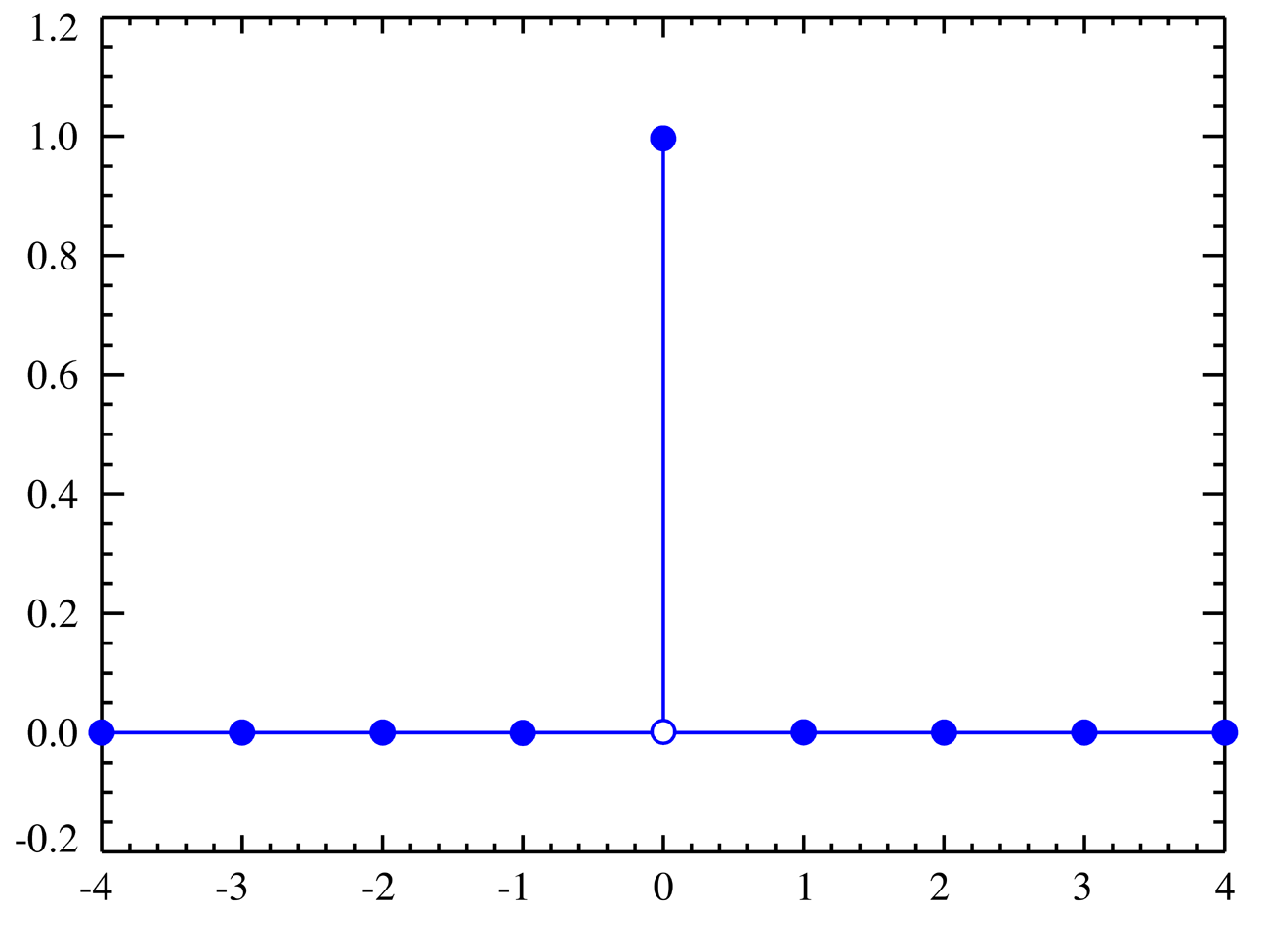
Вироджений розподіл

### Фінітні
- Розподіл Бернуллі, яке приймає значення 1 з ймовірністю p та значення 0 з ймовірністю q = 1 − p .
- Розподіл Радемахера, який приймає значення 1 з ймовірністю 1/2 і значення − 1 з ймовірністю 1/2.
- Біноміальний розподіл, який описує кількість успіхів у серії незалежних експериментів «так/ні» з однаковою ймовірністю успіху.
- Бета-біноміальний розподіл, який описує кількість успіхів у серії незалежних експериментів Так/Ні з неоднорідністю ймовірності успіху.
- Вироджений розподіл при x 0, де X точно прийме значення x 0 . Це не виглядає випадковим, але задовольняє визначенню випадкової величини . Це корисно, оскільки ставить детерміновані змінні та випадкові змінні в один формалізм.
- Дискретний рівномірний розподіл, де всі елементи скінченної множини однаково ймовірні. Це теоретична модель розподілу збалансованої монети, неупередженого кубика, рулетки казино або першої карти добре перемішаної колоди.
- Гіпергеометричний розподіл, який описує число успіхів в перших т у серії п послідовних експериментів Так / Ні, якщо загальне число успіхів відомо. Такий розподіл виникає, коли немає заміни.
- Негативний гіпергеометричний розподіл, який описує кількість спроб, необхідних для досягнення n -го успіху в серії експериментів «так/ні» без заміни.
- Біноміальний розподіл Пуассона, який описує кількість успіхів у серії незалежних експериментів Так/Ні з різною ймовірністю успіху.
- Нецентральний гіпергеометричний розподіл Фішера
- Нецентральний гіпергеометричний розподіл Валленіуса
- Закон Бенфорда, який описує частоту першої цифри багатьох природних даних.
- Ідеальні та надійні розподіли солітонів .
- Закон Зіффа або розподіл Зіффа. Дискретний степеневий розподіл, найбільш відомим прикладом якого є опис частоти слів в англійській мові.
- Закон Зіпфа – Мандельброта - це дискретний степеневий розподіл, який є узагальненням розподілу Зіпфа .

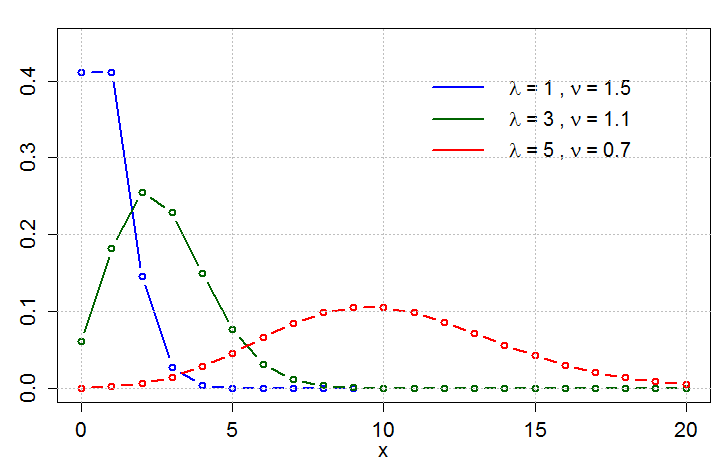
Розподіл Конвея – Максвелла – Пуассона

Розподіл Пуассона

Розподіл Скеллама

### З нескінченнимносієм функції
- Бета -негативний біноміальний розподіл
- Розподіл Больцмана, дискретний розподіл, важливий у статистичній фізиці, який описує ймовірності різних рівнів дискретної енергії системи в тепловій рівновазі . Він має безперервний аналог. Особливі випадки включають:
  - Розподіл Гіббса
  - Розподіл Максвелла – Больцмана
- Розподіл Бореля
- Розширений негативний біноміальний розподіл
- Узагальнений розподіл логарифмічних рядів
- Розподіл Гаусса – Кузьміна
- Геометричний розподіл - дискретний розподіл, який описує кількість спроб, необхідних для досягнення першого успіху в серії незалежних випробувань Бернуллі, або, альтернативно, лише кількість втрат до першого успіху (тобто на одну спробу менше).
- Логарифмічний (послідовний) розподіл
- Негативний біноміальний розподіл або розподіл Паскаля, узагальнення геометричного розподілу до n -го успіху.
- Дискретний складний розподіл Пуассона
- Параболічний фрактальний розподіл
- Розподіл Пуассона, який описує дуже велику кількість індивідуальних малоймовірних подій, що відбуваються в певному часовому інтервалі. З цим розподілом пов'язана низка інших розподілів: зміщений Пуассон, гіперпуассон, загальний біноміал Пуассона та розподіли типу Пуассона.
  - Розподіл Конвея – Максвелла – Пуассона, двопараметричне розширення розподілу Пуассона з регульованою швидкістю спаду.
  - Обмежений нулем розподіл Пуассона для процесів, у яких нульовий рахунок не спостерігається
- Розподіл Полі – Еггенбергера
- Розподіл Скеллама, розподіл різниці між двома незалежними розподіленими Пуассоном випадковими величинами.
- Косий еліптичний розподіл
- Розподіл Юля – Саймона
- Розподіл дзета, що має застосування у прикладній статистиці та статистичній механіці, і, можливо, може бути корисним для теоретиків чисел. Це розподіл Zipf для нескінченної кількості елементів.